# Nessia monodactyla
Nessia monodactyla (нессія однопала) — вид сцинкоподібних ящірок родини сцинкових (Scincidae). Ендемік Шрі-Ланки.

## Опис
Однопалі нессії мають струнке, циліндричної форми тіло та коротку, тупу голову. На нижній повіці є прозоре "віконце". Пальці на кінцівках відсутні. Посередні тіла 26-28 рядів лусок. Спина має коричневе, темно-коричневе або сірувато-чорне забарвлення.

## Поширення і екологія
Однопалі нессії мешкають в центральній частині Шрі-Ланки, в околицях міста Канді. Вони живуть у вологих тропічних лісах, під камінням і гнилою деревиною та серед опалого листя. Зустрічаються на висоті від 300 до 1500 м над рівнем моря. Ведуть нічний спосіб життя. Живляться комахами. Відкладають яйця, в кладці 2 яйця.

## Збереження
МСОП класифікує цей вид як такий, що перебуває під загрозою зникнення. Nessia monodactyla загрожує знищення природного середовища.